# Darío Conca
Darío Leonardo Conca (General Pacheco, Buenos Aires, Argentina; 11 de mayo de 1984) es un exfutbolista argentino que jugaba como mediocampista ofensivo. Se destacó principalmente en el fútbol de Brasil. Llegó, en su momento, a ser de los jugadores mejor pagados del mundo.

## Biografía

### CA Tigre
Se formó y debutó profesionalmente en el Club Atlético Tigre. En este club, hizo su debut oficial en 1999, en la victoria por 1 a 0 ante Deportivo Morón, por la séptima fecha de la Primera B Nacional. Fue su único partido en el club, debido a que prontamente fue adquirido por River Plate.

### River Plate
Debutó en el primer equipo el 23 de noviembre de 2003 frente a Chacarita Juniors, bajo las órdenes del entrenador chileno Manuel Pellegrini. El nuevo técnico del club, Leonardo Astrada, lo consideró prescindible por lo cual fue traspasado a la Universidad Católica a mediados del año 2004.

### Universidad Católica
Llegó a la UC el 19 de julio de 2004. Debutó el 7 de agosto, anotando un gol contra Cobreloa. Pronto se transformó en figura gracias a ser el conductor del equipo cruzado que obtuvo el título del Torneo de Clausura de 2005. Anteriormente había tenido una destacada participación en la Copa Sudamericana del mismo año donde su equipo llegó a la semifinal. Además, conformo una de las ofensivas más peligrosas en el Torneo de Clausura, junto a Eduardo Rubio y Jorge Quinteros. En total, con la camiseta cruzada jugó 85 partidos por campeonatos nacionales, anotando 13 goles.

### Rosario Central
A mediados de 2006 firmó contrato por una temporada con Rosario Central donde se reencontró con su antiguo técnico en River Plate, Leonardo Astrada.

### Vasco da Gama
En el 2007, bateó su traslado a Vasco da Gama. Conca hizo su debut para el club en Río el 13 de mayo de 2007, en un partido contra el América de Natal, en sustitución de Alan Kardec delantero. Se hizo cargo de la propiedad el 30 de junio, en una derrota por 3-1 ante el Cruzeiro y marcó sus dos primeros goles para el club en el próximo partido, una victoria de 4-0 sobre Santos. Actuando con la camiseta 8, Conca convirtió elegido como segundo delantero del equipo, formando doble con Leandro Amaral. Ya llamó la atención sobre la habilidad, agilidad y determinación de calidad argentino, que sería marcar seis goles en el Brasileño ese año, la competición en la que Vasco terminó en 10 ª posición. Copa Sudamericana, hizo cinco apariciones con Vasco, anotando sólo un gol. Conca hecho, en todos, 35 partidos en Río club, anotando 7 goles.

### Fluminense

#### 2008
El contrato de Conca con el Vasco da Gama estaba terminando el 6 de enero de 2008, y se iniciaron las negociaciones para la renovación. Sin embargo, el River Plate propietario de los derechos federativos del jugador anunció que sólo cambiaría para siempre. Vasco da Gama no fue el único club interesado en el jugador, y aunque el jugador empresario diciendo que no iba a defender a otro club brasileño, entonces presidente del Fluminense, Roberto Horcades, se dirigió a la prensa y presentó un contrato con el jugador. Por lo tanto, Conca fue anunciado para Fluminense como uno de los refuerzos del club para competir en la Copa Libertadores.
En Fluminense, tuvo la oportunidad de trabajar de nuevo con Renato Gaúcho, quien fue su entrenador en el Vasco da Gama. Estreno con el club tricolor el 2 de febrero de 2008, en partido válido por el Campeonato Carioca, en sustitución del volante Arouca el empate a 1-1 contra el Boavista. Anotó su primer gol el 1 de marzo en la victoria 3-1 ante Cabofriense. Con el inicio de la Copa Libertadores, se libró de los primeros partidos del Fluminense en el Campeonato Brasileño. 
A pesar de haber empezado el primer partido de la selección para la competición continental en el banco, formado con Thiago Neves, el titular de medio campo del club carioca durante el resto de la contienda. Incluso asumiendo un papel de apoyo en relación con Thiago Neves, Conca fue decisiva para la buena campaña tricolor en la competición el 30 de abril, en los octavos de final, anotó la victoria del equipo sobre Atlético Nacional de Colombia. Luego le llegaría el turno de jugar contra un conocido el São Paulo, el 14 de mayo perdió el partido de ida 1-0 como visitante con el gol de Adriano, pero el día del partido de vuelta el 22 de mayo ganaría 3-1 y pasaría a las semifinales. 
En semifinales se cruzaría con un gigante del fútbol Argentino con Boca Juniors fue un partido muy intenso que en el global terminó 5-3 que tuvo como gran ganador al Fluminense que le dio el pase a la tan esperada a la final contra el Liga de Quito. Cuando llegó la gran final jugada el 25 de junio en Ecuador el partido de ida contra Liga de Quito de Edgardo Bauza lo superó ampliamente y ganó 4-2. El 2 de julio el partido de vuelta en Brasil en el estadio Estadio Maracaná el Fluminense logró lo impensado: dar vuelta el resultado 3-1 y tuvieron que ir a penales donde perdió 1-3 en la tanda de penales.  
Después de perder el título de la Copa Libertadores y la transferencia de algunos jugadores clave del equipo a otros clubes como Thiago Neves y Gabriel, Conca asumió la responsabilidad de librar al club del riesgo de descenso. Con la renuncia de Renato Gaucho y el éxito pasaje Cuca por el equipo cayó a René Simões salvar el club se pegue. Brasileirão 2008 En la recta final de ese año, Conca llegó a actuar en solitario en el marco, en frente de una fila de tres volantes.

#### 2009
En 2009, un embrollo retrasó la renovación de su contrato con el Fluminense, que ha despertado el interés de otros clubes, entre ellos el Flamengo, el principal rival de tricolor. 
Conca tuvo un mal comienzo de temporada, llegando a ser impedida por el entrenador René Simoes en el campeonato estatal de ese año. Con la renuncia de René Simoes, la llegada de Carlos Alberto Parreira al mando del equipo y el regreso de Thiago Neves, Conca vuelve a tener un compañero en la trama del juego. Sin embargo, tuvo un ligero interés en la campaña tricolor en la Copa de Brasil 2009, cerrado en los cuartos de final después de empatar 2-2 con el Corinthians. Después de una mala racha de resultados que culminó con la participación del equipo en la zona de descenso de los Brasileirão 2009, Parreira fue despedido como entrenador del Fluminense, quien anunció el regreso de Renato Gaúcho. 
Con el regreso de Thiago Neves al Al-Hilal , Conca fue visto de nuevo en tiros marco solitarios de Fluminense, llevándose con Fred responsabilidad para la gripe deshacerse de la mala fase. El 15 de julio, en la derrota por 4-2 ante la SC Internacional, Conca anotó un gol de cabeza, algo raro para alguien de su tamaño y su físico. Fred pasaba por una mala etapa, sumado a sus constantes lesiones, Conca dejó como el único jugador experto arrojado que en 12 partidos bajo el mando Renato Gaúcho, perdió seis, empatado cinco y sólo ganó victorias por 5-1 sobre Sport , en la que Conca colaboró con dos asistencias. Para entonces, el Fluminense ocupa la penúltima posición de la competencia.
El 2 de septiembre, después de perder por 2-0 ante el Santos, Renato Gaúcho Cuca fue despedido y vuelto al puesto de entrenador del Fluminense, que ha ocupado el último lugar en la liga y que, de acuerdo a la matemática Tristán García, tenía 93% de probabilidad de descenso. Conca anotó el único gol del partido Fluminense entrenador, en un empate 1-1 ante el Náutico. Después de tres empates, dos derrotas y sólo una victoria, Fluminense tenía 98% de probabilidad de ser degradado en el Brasileirão 2009. Sin embargo, el 10 de octubre el equipo comenzó una carrera histórica. Después de la victoria por 2-1 sobre el Santo André, que iba a ser aclamado como el "Warriors of Time" por Twisted tricolor ha marcado una serie invicta de 11 partidos, encabezados por el Conca, Fred y Maicon "Bolt" , liberando del descenso en la última ronda tras empate 1-1 con el Coritiba. Conca fue fundamental en este tramo final, aportando cuatro goles y siete asistencias para el mantenimiento de la tricolor nacional élite carioca en el fútbol, siendo aclamado por los fanes como la "Grieta Galera" los Premio crack Brasileirão, por votación popular. 35
A pesar de no marcar ningún gol, jugó un papel importante en la campaña vicecampeonato de la Copa Sudamericana, ser el hombre principal del desfile balón tricolor, anotando dos tiros libres y la promulgación de tres asistencias para Fluminense.

#### 2010
El que sería el gran año de la carrera de Argentina, comenzó con problemas después de los malos resultados en Campeonato Carioca, Cuca fue despedido, y manteniendo una buena campaña en la Copa de Brasil. En su lugar, a continuación, tomó la triple campeón brasileño Muricy Ramalho, que en temporadas anteriores, había asumido públicamente su interés en entrenar a la Argentina.
La eliminación de la Copa de Brasil y el mal comienzo en el Brasileirão 2010 pronto fueron olvidados como Fluminense Muricy Ramalho comenzó a crecer en la competición, con Conca sobresalir, incluso con la presencia de estrellas como Fred y Deco. El argentino fue elegido vice-capitán del equipo, y con las lesiones constantes a Fred, se puso el brazalete de capitán en varias ocasiones.
El 5 de diciembre, después de la victoria 1-0 sobre Guaraní, Fluminense ganó el fútbol triple campeón brasileño, con Conca sido amplia mente alabado. El argentino jugó todos los partidos de liga, poniendo fin a la competición como asistencias líder y nueve tantos, aun después de haber servido durante la recta final con dolor de rodilla, en lugar de introducir su nombre en la galería de ídolos Fluminense.
Por sus puntos de vista en el Brasileirão 2010, Conca ha ganado numerosos premios en Brasil. Fue elegido como el Balón de Oro de la revista Score, tradicional premio otorgado desde 1970 a la mejor jugadora del Brasileirão. El Premio crack Brasileirão, organizado por la Confederación Brasileña de Fútbol en colaboración con la Red Globo, volvió a ganar en la categoría " Grieta Galera "por el voto popular, además del premio principal de la noche, el mejor jugador. Además de los numerosos premios que ha recibido en Brasil, ganó el reconocimiento en su país natal. Tanto la prensa como la población argentina pidió la convocatoria del jugador. 53 54 No del todo, llegó a ser considerado la posibilidad de naturalizar lo brasileño con el fin de convocarlo para la Selección Brasileña.

#### 2011
El año 2011, la cuarta de la Conca en Fluminense, comenzó de manera similar a la forma anterior. Valorado después del Brasileirão 2010, las encuestas de recibido el fútbol europeo (de Sevilla y Palermo ) 58 , pero ampliado su contrato por cinco años con el equipo tricolor. 
Se recuperó rápidamente de la cirugía de rodilla, volviendo a los entrenamientos con el balón incluso antes de la fecha límite. Sin embargo, a pesar del estatus de favorita, debido a la conquista del Brasileirão en el año anterior, de nuevo Fluminense apenas comenzó el campeonato estatal , siendo eliminado en Shootout al modesto Boavista en la semifinal de la Taça Guanabara, Conca de haber desperdiciado la primera colección de tricolor de Río. Ruinas eran también los resultados del equipo en la Copa Libertadores. Recién salido de una operación de rodilla y lejos de su forma ideal, Conca no podía ser el equipo de referencia en la competición. Las cosas se pusieron peor cuando, el 13 de marzo, después de un empate sin goles ante el Flamengo, Muricy Ramalho renunció como entrenador del Fluminense. 
El 20 de abril, en el partido contra Argentinos Juniors, alcanzó su ducentésima comenzando con la camiseta del Fluminense. No pudo demostrar, a principios de año, el fútbol que le llevó a ser elegido como el mejor jugador del fútbol brasileño en 2010. Llegada Enderson Moreira como entrenador interino hecho Deco e incluso Marquinho subir la producción, pero el argentino no pudo demostrar el mismo nivel técnico de antaño.
A principios del Brasileirão, formando el centro del campo con un doble Deco recuperado, Conca volvió a dar destellos de buen fútbol con un buen pasar y driblar. El 12 de junio , recibió una propuesta oficial de Guangzhou Evergrande, China, que fue rechazada por el jugador, según lo dicho por el vicepresidente del Fluminense Football

### Guangzhou Evergrande
En el 2011 es transferido al Guangzhou Evergrande donde rápidamente se volvería pieza fundamental del equipo siendo multicampeón de la liga China y de la copa de dicho país. En 2013 fue pieza fundamental del Guangzhou que además de ser campeón de la Superliga China, quedó campeón de la liga de campeones de Asia.  
El 17 de noviembre de 2013 se anuncia oficialmente su vuelta al Fluminense Football Club luego de la participación del Guangzhou en el mundial de clubes donde jugó 3 partidos y convirtió 2 goles. Su paso por el fútbol Chino convirtió 50 goles en 92 partidos. 

### Fluminese

#### 2014
Él volvió a vestir la camiseta del Fluminense en 2014 después de firmar un contrato por tres temporadas por unos $ 700.000 mensuales. Celebró su regreso al Fluminense con una derrota por 3-2 ante el Madureira, partida válido en la primera ronda del Campeonato Carioca. Después de dos partidos sin marcar después de su regreso a la Tricolor , Conca anotó su primer gol en su segunda etapa en el Fluminense una victoria por 3-1 contra Nova Iguaçu, en el válido a partir del campeonato del estado.

#### Dueño del pase
El 20% de la ficha pertenece al Fluminense Football Club y el 80% restante es propiedad de la empresa Unimed.

#### Shanghái SIPG F.C.
A fines de enero del 2015, Darío se desvincula del Fluminense y muda su juego de Río a Shanghái. Tras una oferta económica irresistible, que inclusive coloca a Conca entre uno de los 7 jugadores de los mejores pagos del planeta, el Shanghai SIPG F.C. contrata los servicios del argentino para que vuelva a competir en la Super Liga China.

#### 2016
En agosto de este año, Darío sufre una de las peores lesiones de su carrera: rotura de meniscos y de ligamentos cruzados de la rodilla izquierda. A raíz de esta desafortunada lesión, el media-punta argentino debe terminar abruptamente la temporada y su club chino autoriza al jugador a ser intervenido quirúrgicamente dos veces entre octubre de 2016 y enero de 2017 en Vail, Colorado - Estados Unidos.

### C.R. do Flamengo
Con 33 años y luego de 2 años exitosos en la liga china, decide regresar al continente sudamericano, nuevamente a Brasil, pero esta vez ficha para el Flamengo, sorprendiendo a los fanáticos de Fluminense que lo consideraban ídolo de la institución. Conca llegó en calidad de préstamo hasta julio de 2017, cuando debía regresar a China a finalizar su contrato vigente. El gran objetivo para el mengao era la Copa Libertadores.
Para diciembre del año 2018 y luego de volver a vestir la camiseta de Shanghai SIPG F.C. durante 9 meses, ficha por Austin Bold FC de la United Soccer League de Estados Unidos. Luego de jugar tres encuentros por el equipo estadounidense, dejó el club por mutuo acuerdo. 

### Retiro
En abril de 2019 anunció su retiro del fútbol.

## Clubes

### Estadísticas
| River Plate Argentina | 1.ª           | 2003          | 3   | 0  | —  | —  | —  | — | —  | —  | 3   | 0   | 0.00 |
| River Plate Argentina | Total club    | Total club    | 3   | 0  | 0  | 0  | 0  | 0 | 0  | 0  | 3   | 0   | 0.00 |
| Universidad Católica · Chile | 1.ª           | 2004          | 20  | 2  | —  | —  | —  | — | —  | —  | 20  | 2   | 0.10 |
| Universidad Católica · Chile | 1.ª           | 2005          | 42  | 11 | —  | —  | —  | — | 10 | 2  | 57  | 13  | 0.23 |
| Universidad Católica · Chile | 1.ª           | 2006          | 23  | 3  | —  | —  | —  | — | 6  | 1  | 29  | 4   | 0.14 |
| Universidad Católica · Chile | Total club    | Total club    | 85  | 16 | 0  | 0  | 0  | 0 | 16 | 3  | 101 | 19  | 0.19 |
| Rosario Central Argentina | 1.ª           | 2006          | 13  | 0  | —  | —  | —  | — | —  | —  | 13  | 0   | 0.00 |
| Rosario Central Argentina | Total club    | Total club    | 13  | 0  | 0  | 0  | 0  | 0 | 0  | 0  | 13  | 0   | 0.00 |
| Vasco da Gama · Brasil | 1.ª           | 2007          | 27  | 6  | 11 | 0  | 2  | 0 | 5  | 1  | 45  | 7   | 0.16 |
| Vasco da Gama · Brasil | Total club    | Total club    | 27  | 6  | 11 | 0  | 2  | 0 | 5  | 1  | 45  | 7   | 0.16 |
| Fluminense · Brasil | 1.ª           | 2008          | 30  | 4  | 12 | 2  | —  | — | 14 | 2  | 56  | 8   | 0.14 |
| Fluminense · Brasil | 1.ª           | 2009          | 36  | 7  | 16 | 4  | 2  | 0 | 9  | 2  | 63  | 13  | 0.21 |
| Fluminense · Brasil | 1.ª           | 2010          | 38  | 9  | 15 | 5  | 6  | 0 | —  | —  | 59  | 14  | 0.24 |
| Fluminense · Brasil | 1.ª           | 2011          | 7   | 1  | 12 | 2  | —  | — | 8  | 1  | 27  | 4   | 0.15 |
| Fluminense · Brasil | 1.ª           | 2014          | 37  | 9  | 15 | 4  | 5  | 3 | 2  | 0  | 59  | 16  | 0.27 |
| Fluminense · Brasil | Total club    | Total club    | 148 | 30 | 70 | 17 | 13 | 3 | 33 | 5  | 264 | 55  | 0.21 |
| Guangzhou Evergrande China | 1.ª           | 2011          | 15  | 9  | —  | —  | —  | — | —  | —  | 15  | 9   | 0.60 |
| Guangzhou Evergrande China | 1.ª           | 2012          | 24  | 10 | —  | —  | 3  | 1 | 9  | 6  | 36  | 17  | 0.47 |
| Guangzhou Evergrande China | 1.ª           | 2013          | 26  | 14 | —  | —  | 5  | 4 | 17 | 10 | 48  | 28  | 0.58 |
| Guangzhou Evergrande China | Total club    | Total club    | 65  | 33 | 0  | 0  | 8  | 5 | 26 | 16 | 99  | 54  | 0.55 |
| Shanghai SIPG China | 1.ª           | 2015          | 29  | 9  | —  | —  | —  | — | —  | —  | 29  | 9   | 0.31 |
| Shanghai SIPG China | 1.ª           | 2016          | 17  | 4  | —  | —  | —  | — | 8  | 2  | 25  | 6   | 0.24 |
| Flamengo · Brasil | 1.ª           | 2017          | 15  | 0  | 1  | 0  | —  | — | —  | —  | 16  | 0   | 0.00 |
| Flamengo · Brasil | Total club    | Total club    | 15  | 0  | 1  | 0  | 0  | 0 | 0  | 0  | 16  | 0   | 0.00 |
| Shanghai SIPG China | 1.ª           | 2018          | —   | —  | —  | —  | —  | — | —  | —  | 0   | 0   | 0.00 |
| Shanghai SIPG China | Total club    | Total club    | 46  | 13 | 0  | 0  | 0  | 0 | 8  | 2  | 54  | 15  | 0.28 |
| Austin Bold FC Estados Unidos | 2.ª           | 2019          | 3   | 0  | —  | —  | —  | — | —  | —  | 3   | 0   | 0.00 |
| Austin Bold FC Estados Unidos | Total club    | Total club    | 3   | 0  | 0  | 0  | 0  | 0 | 0  | 0  | 3   | 0   | 0.00 |
| Total carrera | Total carrera | Total carrera | 405 | 98 | 82 | 17 | 23 | 8 | 88 | 27 | 597 | 150 | 0.16 |
| (1) Incluye datos de la Campeonato Carioca (2007-11, 2014). (2) Incluye datos de la Copa de Brasil (2007, 2009-10. 2014), Copa de China (2012-13) y Supercopa de China (2012 y 2013). (3) Incluye datos de la Copa Sudamericana (2007, 2009 y 2014), Copa Libertadores de América (2008 y 2011), Liga de Campeones de la AFC (2012, 2013 y 2016) y Mundial de Clubes (2013). (4) Media de goles por encuentro. No incluye goles en partidos amistosos. |               |               |     |    |    |    |    |   |    |    |     |     |      |

- Fuente: fichajes.com, Ceroacero.es y BDFA.Arg.

## Palmarés

### Torneos estatales
| Título             | Club     | Estado         | Año  |
| ------------------ | -------- | -------------- | ---- |
| Campeonato Carioca | Flamengo | Río de Janeiro | 2017 |

### Torneos nacionales
| Título               | Club                 | País   | Año    |
| -------------------- | -------------------- | ------ | ------ |
| Primera División     | Universidad Católica | Chile  | 2005-C |
| Campeonato Brasileño | Fluminense           | Brasil | 2010   |
| Superliga China      | Guangzhou Evergrande | China  | 2011   |
| Copa de China        | Guangzhou Evergrande | China  | 2012   |
| Superliga China      | Guangzhou Evergrande | China  | 2012   |
| Supercopa de China   | Guangzhou Evergrande | China  | 2012   |
| Superliga China      | Guangzhou Evergrande | China  | 2013   |

### Campeonatos internacionales
| Título                      | Club                 | Sede   | Año  |
| --------------------------- | -------------------- | ------ | ---- |
| Liga de Campeones de la AFC | Guangzhou Evergrande | Cantón | 2013 |

### Distinciones individuales
| Distinción                                                | Año  |
| --------------------------------------------------------- | ---- |
| Premio Galera Grieta                                      | 2009 |
| Mejor jugador del Brasileirão                             | 2010 |
| Premio Galera Grieta                                      | 2010 |
| Incluido en el 11 ideal del Brasileirão                   | 2010 |
| Mejor medio-izquierda del Brasileirão                     | 2010 |
| Balón de Oro por la Revista Placar                        | 2010 |
| Parte del Equipo Ideal de América                         | 2010 |
| Mejor mediocampista de la Super Liga China                | 2011 |
| Mejor mediocampista de la Super Liga China                | 2012 |
| Mejor jugador de la Copa de China                         | 2013 |
| Incluido en el 11 ideal de la Liga de Campeones de la AFC | 2013 |
| Mejor jugador del año en China                            | 2013 |
| Máximo goleador del Mundial de Clubes (2 goles)           | 2013 |